# Muzyka, słowo, liczba, kolor
Muzyka, słowo, liczba, kolor to trzeci album częstochowskiego zespołu Habakuk wydany w 2002 roku. Zawiera nagrania z lat 2000 – 2002.

## Lista utworów
1. Żywe drzewo
2. Rozczochrany łeb
3. Dzień
4. Out of Babilon
5. Muzyka, słowo, liczba, kolor
6. Inity
7. Bez słów (kolejny raz)
8. Rege Tonite
9. Jah
10. Wrażenia
11. Takie jest życie w miejskiej dżungli
12. When is No Music
13. Soul Fire

## Twórcy
- Wojciech Turbiarz – gitara, śpiew, conga (4, 11), tykwa (12)
- Jaromir Puszek – perkusja
- Wojciech Cyndecki – gitara basowa, programowanie, gitara (8), vibraslap (12)
- Krzysztof Niedźwiecki – gitara, śpiew, shaker (4), vibraslap (4)
- Marek Makles – instrumenty klawiszowe, akordeon
- Monica – śpiew
- Grzegorz Majak – groovebox